# Șevcenkove (Kotleareve), Jovtnevîi
Șevcenkove (în ucraineană Шевченкове) este un sat în comuna Kotleareve din raionul Jovtnevîi, regiunea Mîkolaiiv, Ucraina.

## Demografie
Componența lingvistică a localității Șevcenkove
     Ucraineană (91,93%)
     Rusă (4,54%)
     Belarusă (1,34%)
     Alte limbi (0,84%)
Conform recensământului din 2001, majoritatea populației localității Șevcenkove era vorbitoare de ucraineană (91,93%), existând în minoritate și vorbitori de rusă (4,54%) și belarusă (1,34%).